# Pseudoleria parvitarsus
Pseudoleria parvitarsus är en tvåvingeart som beskrevs av Garrett 1925. Pseudoleria parvitarsus ingår i släktet Pseudoleria och familjen myllflugor. Inga underarter finns listade i Catalogue of Life.